# Bahnformel
Die Bahnformel ist ein mathematischer Satz aus der Gruppentheorie. Sie wird oft kurz einprägsam zusammengefasst als: „Die Länge der Bahn ist der Index des Stabilisators.“

## Der Bahnensatz

### Formulierung
Sei {\displaystyle \ (G,\cdot )} eine Gruppe und {\displaystyle \circ :G\times M\rightarrow M} eine Operation von {\displaystyle G} auf einer Menge {\displaystyle M}. Dann ist für jedes {\displaystyle x\in M} die Abbildung
{\displaystyle G/G_{x}\rightarrow G\circ x\ ,\ g\cdot G_{x}\mapsto g\circ x}
eine wohldefinierte Bijektion.
Dabei bezeichnet
- {\displaystyle G\circ x:=\{g\circ x\ |\ g\in G\}\subseteq M} die Bahn von {\displaystyle x},
- {\displaystyle G_{x}:=\{g\in G\ |\ g\circ x=x\}\leq G} den Stabilisator von {\displaystyle x} und
- {\displaystyle G/G_{x}:=\{g\cdot G_{x}\ |\ g\in G\}\subseteq {\mathcal {P}}(G)} die Menge der Linksnebenklassen der Untergruppe {\displaystyle G_{x}} in {\displaystyle G}.

### Beweis
Siehe:  Beweis des Bahnensatzes im Beweisarchiv
Aus dem Bahnensatz folgert man die Bahnformel.

### Bahnformel
Im Fall {\displaystyle |G\circ x|<\infty } ist {\displaystyle (G:G_{x})=|G\circ x|}. Dabei bezeichnet {\displaystyle \ (G:G_{x}):=|G/G_{x}|} den Index von {\displaystyle G_{x}} in {\displaystyle G}. Für endliche Gruppen {\displaystyle G} gilt daher die Bahnformel
{\displaystyle \ |G|=|G\circ x|\cdot |G_{x}|}.

## Beispiele

### Konjugation
Jede Gruppe {\displaystyle G} operiert auf sich selber vermöge der Konjugationsoperation {\displaystyle g\circ x:=gxg^{-1}}. Die Bahn {\displaystyle G\circ x:=\{gxg^{-1}\ |\ g\in G\}} eines Elements {\displaystyle x\in G} bezeichnet man als Konjugationsklasse von {\displaystyle x}. Der Stabilisator {\displaystyle G_{x}:=\{g\in G\ |\ gxg^{-1}=x\}=\{g\in G\ |\ gx=xg\}} heißt Zentralisator von {\displaystyle x} und wird mit {\displaystyle Z_{G}(x)} bezeichnet. Die Bahnformel liefert somit für endliche Gruppen {\displaystyle G}
{\displaystyle |G|=|G\circ x|\cdot |Z_{G}(x)|}.

### Transitive Operation
Ist die Operation einer endlichen Gruppe {\displaystyle G} auf {\displaystyle M} transitiv, so ist
{\displaystyle |M|=|G\circ x|=(G:G_{x})}.
In diesem Fall muss also die Mächtigkeit von {\displaystyle M} ein Teiler der Gruppenordnung sein.